# Макс Емануел принц Баварски
Макс Емануел Лудвиг Мария Баварски (на немски: Max Emanuel Ludwig Maria Prinz von Bayern, Herzog in Bayern; * 21 януари 1937, Мюнхен) от фамилията Вителсбахи (линията Пфалц-Биркенфелд-Бишвайлер), е германски бизнесмен, принц на Бавария и от 18 март 1965 г. херцог на Бавария (чрез осиновяване).

## Произход и ранни години
Той е вторият син, най-малкото дете, на херцог и наследствен принц Албрехт Баварски (1905 – 1996) и първата му съпруга графиня Мария Драшкович фон Тракошчан (1904 – 1969), дъщеря на граф Денес Мария Драшкович де Тракоштиан (1875 – 1909) и принцеса Юлиана Роза Франциска Леополдина Мария фон Монтенуово (1880 – 1961). Правнук е на последния баварски крал Лудвиг III Баварски (1845 – 1921) и ерцхерцогиня Мария Тереза Австрийска-Есте (1849 – 1919). Баща му се жени втори път през 1971 г. за графиня Мари-Женке (Евгения) Кеглевич фон Буцин (1921 – 1983). По-големият му брат Франц Бонавентура Адалберт Мария (* 1933) е от 1996 г. херцог на Бавария.
Понеже баща му Албрехт Баварски отказва политиката на режима на националистите, той и фамилията му отиват в изгнание в Хърватия и от 1940 г. в Унгария. През октомври 1944 г. баща му Албрехт Баварски е арестуван от Гестапо и той с фамилията му до края на войната през 1945 г. е затворен в концентрационните лагери Захсенхаузен, Флосенбюрг и Дахау.
След войната той учи в гимназията в абатството Етал и следва, както брат му икономика в университетите в Мюнхен и Цюрих. В Швейцария той завършва банково обучение и след това работи в дворцовата камера или Вителсбахския фонд (WAF).

## Херцог на Бавария
Макс Емануел Баварски е осиновен на 18 март 1965 г. от бездетния му чичо херцог Лудвиг Вилхелм Баварски (1884 – 1968) и става херцог в Бавария. Той поема херцогската собственост в Тегернзе, заедно с бившия манастир с бирената къща Тегернзе, Вилдбад Кройт също и земите на бившия манастир Банц.
- Бившият манастир Тегернзе с базиликата
- Дворец Вилибад Кройт

Макс Емануел е член на кураториума на Лудвиг-Максимилианс-Университет Мюнхен и съветник на Малтийската помощна служба. Той живее с фамилията си в дворец Тегернзе и дворец Вилденварт.
Понеже Макс Емануел няма мъжки наследник и брат му, днешният шеф на рода Вителсбах, е бездетен, позицията му ще бъде наследена от Луитполд принц Баварски (* 1951), внукът на третия син на крал Лудвиг III; след това от неговия първороден син Лудвиг Хайнрих принц Баварски (* 1982) чрез документ от 3 март 1999 г.

## Претендент на Якобитите
Макс Емануел Баварски е потомък на Стюартите и английския крал Джеймс II Стюарт и втората му съпруга католичката Мария Беатриче д’Есте. Затова от Якобитите е смятан за претендент за британския трон след смъртта на бездетния му брат Франц Баварски, и е наричан от тях като ''Макс I, крал на Англия, Шотландия, Ирландия и Франция. Те го наричат и херцог фон Албани. Позицията като наследник на Стюартите се пада на дъщеря му София Баваркса (* 1967), наследствена принцеса фон и цу Лихтенщайн.

## Фамилия
Макс Емануел Баварски се жени на 10 януари 1967 г. във Вилибад Кройт и на 24 януари 1967 г. в Мюнхен за графиня Елизабет Кристина Дуглас (* 31 декември 1940, Стокхолм), дъщеря на шведския граф Карл Лудвиг Дуглас (1908 – 1961) и Отора Мария Хаас-Хайе (1910 – 2001). Те имат пет дъщери:
- София Елизабет Мари Габриела (* 28 октомври 1967, Мюнхен), омъжена на 3 юли 1993 г. в църквата „Св. Флорин“, Вадуц за наследствен принц Алоиз фон и цу Лихтенщайн| (* 11 юни 1968), син на княз Ханс Адам II (* 1945)
- Мари Каролинеа Хедвиг Елеанора (* 23 юни 1969, Мюнхен), омъжена на 28 юни 1991 г. в дворец Алтсхаузен до Равенсбург и на 27 юли 1991 г. в Тегернзе за херцог Филип фон Вюртемберг (* 1 ноември 1964), син на херцог Карл Вюртембергски (* 1936)
- Хелена Евгения Мария Доната Мехтилда (* 6 май 1972, Мюнхен), неомъжена
- Елизабет Мари Шарлота Франциска (* 4 октомври 1973, Мюнхен), омъжена на 30 декември 2003 г. във Вилденварт и на 25 септември 2004 г. в Тегернзе за Даниел Тербергер (* 1 юни 1967)
- Мария Анна Хенриета Габриела Юлия (* 7 май 1975, Мюнхен), омъжена на 5 септември 2007 г. в Кройт и на 8 септември 2007 г. в Тегернзе за Клаус Рунов (* 3 юли 1964), банкер